# جون فيلان
جون فيلان (بالإنجليزية: John Filan)‏ (8 فبراير 1970 في أستراليا - ) هو لاعب دوري الرغبي ولاعب كرة قدم أسترالي في مركز حراسة المرمى، شارك في الألعاب الأولمبية الصيفية 1992. وشارك مع منتخب أستراليا الوطني لكرة القدم تحت 23 سنة ومنتخب أستراليا لكرة القدم. أما مع النوادي، فقد لعب مع بلاكبيرن روفرز وسيدني إف سي وكامبريدج يونايتد وكوفنتري سيتي ونادي دونكاستر روفرز ونادي فاساس ونوتينغهام فورست ووولونغونغ وويغان أتلتيك وسانت جورج ساينتس ‏.

## وصلات خارجية
- جون فيلان على موقع الاتحاد الدولي (مؤرشف)  (الإنجليزية)
- جون فيلان على موقع قاعدة بيانات كرة القدم.إي يو (الإنجليزية)
- جون فيلان على موقع ناشيونال فوتبول تيمز (الإنجليزية)
- جون فيلان على موقع Soccerbase.com (لاعب) (الإنجليزية)
- جون فيلان على موقع Soccerway.com (الإنجليزية)
- جون فيلان على موقع عالم كرة القدم.نت (الإنجليزية)
- جون فيلان على موقع أوليمبيديا (الإنجليزية)
- جون فيلان على موقع اللجنة الأولمبية الأسترالية (الإنجليزية)